# 短資会社
短資会社(たんしがいしゃ)とはコール市場を始めとする短期金融市場で、資金の出し手と取り手の間に介在して、資金取引の仲介を行う金融業者。短資業者。
なお、コール市場とは、預金を受け入れる金融機関が、支払準備の過不足を調整し、融通し合うインターバンク市場（銀行間市場）のこと。

## 概説
短期金融市場では、銀行などが資金の出し手または取り手となって、取引所によらず、相対で取引している。
短資業者の仲介の仕法は、
1. 短資業者が自己勘定で出し手の資金を取り入れ、取り手に対して資金を放出する短資ディーリング形式[1]
2. 短資業者は約定の仲介のみを行い、資金決済は出し手と取り手の間で直接行う短資ブローキング形式[2]、

の二つがある。
「短期金融市場の機能の円滑化と資金効率を高める」ため、「短期金融市場取引の主要な仲介者」として、日銀当座預金（日本銀行が提供する決済手段）の利用が許されており、また、日本銀行から貸出を受けることもできる。
短資業者は、適用される業法を持たないが、「主としてコール資金の貸付けまたはその貸借の媒介を業として行う者」として、金融庁長官の指定を受けて貸金業法の適用を除外され、また、「金融商品取引法上の金融機関」として、登録を受けて、有価証券関連業のうち登録金融機関業務（限定された証券業務）を行うことができる。

## 歴史

### ビルブローカー業者の登場
日清戦争後に商工業が発達し、手形取引の範囲が拡大して、その鑑別の機会が増える一方、預金残高の積み上がった民間銀行がコール市場を必要とするようになった。そこで、銀行からコール資金を取り入れこれを元手に手形割引を行い、または銀行間の手形の売買やコール資金の取引を仲介するビルブローカー（手形仲買人）が現れ、今日の短資会社の原型となる。
ビルブローカー業者は、1899年9月に諸井時三郎率いる東京綿糸の社内に設置された諸井手形部と、1902年5月に藤本清兵衛が設立した藤本ビルブローカーが先駆となった。その後輸出産業の花形だった紡績会社の多い大阪に、大小さまざまのビルブローカーが続々と現れた。
ビルブローカーのビジネスモデルは、
1. 自己資本と銀行から取り入れたコール資金を元手に自己の計算で手形を売買する手取ブローカー（＝手形を裏書する）
2. 単なる仲介、つまり他人の計算で手形を売買する仲介ブローカー（＝手形を裏書しない。手軽に走り回るという意味[7]で「ランニング・ビルブローカー」[8]とも呼ばれた）

の2つ。
1907年に日露戦争後の恐慌が始まると綿糸・銅・砂糖商の破綻が続き、手形割引リスクが増大する一方でコール市場の拡大にブレーキがかかってビルブローカー業界は沈滞した。その後、第一次世界大戦が始まると、戦時景気による金融緩慢と不況下で貸出しの固定化した台湾銀行の大口取引（コール泳ぎ、コール漁り）が原動力となって、コール市場の規模が飛躍的に拡大した。さらに、コール市場と手形割引市場の間の金利差が拡大してビルブローカー各社の採算が著しく改善するなどしたため、1914年以降はビルブローカー業界は未曽有の繁栄を享受し、手取ブローカー（藤本、増田、奥山など）が手形貸付や公社債売買の規模まで拡大する一方、コール市場専業の仲介ブローカー（司城商店、上田商店など）が翌日物取引での手数料競争にも克って躍進した。

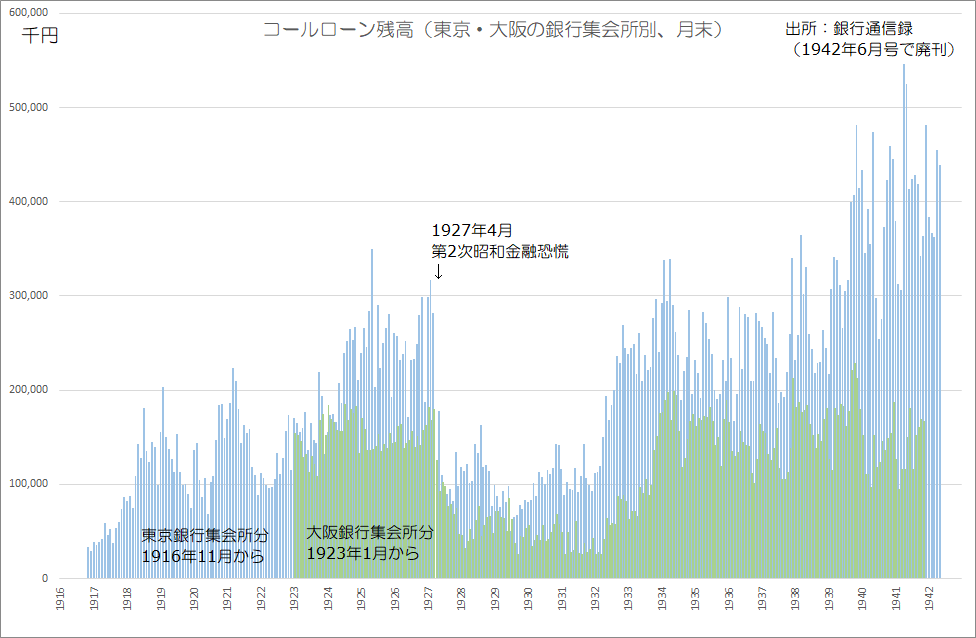
戦前のコール市場の残高の推移（東京・大阪の銀行集会所組合銀行のコールローン残高）、出所：銀行通信録

その台湾銀行が発端となった1927年4月の第2次昭和金融恐慌（1930～31年の昭和恐慌とは別もの）で金融不安が深まると銀行が一斉にコール資金を市場から回収し、東京銀行集会所組合銀行のコールローン残高が同月末に一旦ゼロとなる程だった。その後も、大口の取り手だった台湾銀行がコール資金の取引から撤退する一方、取引ルールが厳格化されるなどしてコール市場の規模が大きく縮小し、その煽りでビルブローカー（特に仲介ブローカー）の経営は大打撃を受け多くが休廃業することとなった。
1931年12月の金輸出再禁止の後に積極財政が取られ、翌1932年に金融緩慢となってコール市場の残高が再拡大に転じるとようやくビルブローカー業界の業績が回復。しかし1937年7月に日中戦争が始まって戦時経済に移行し、インフレ抑制策として金融統制・資金統制が行われるようになると短期金融市場は次第に縮小した。ビルブローカーの多くが戦時中に再び休廃業に追い込まれた。

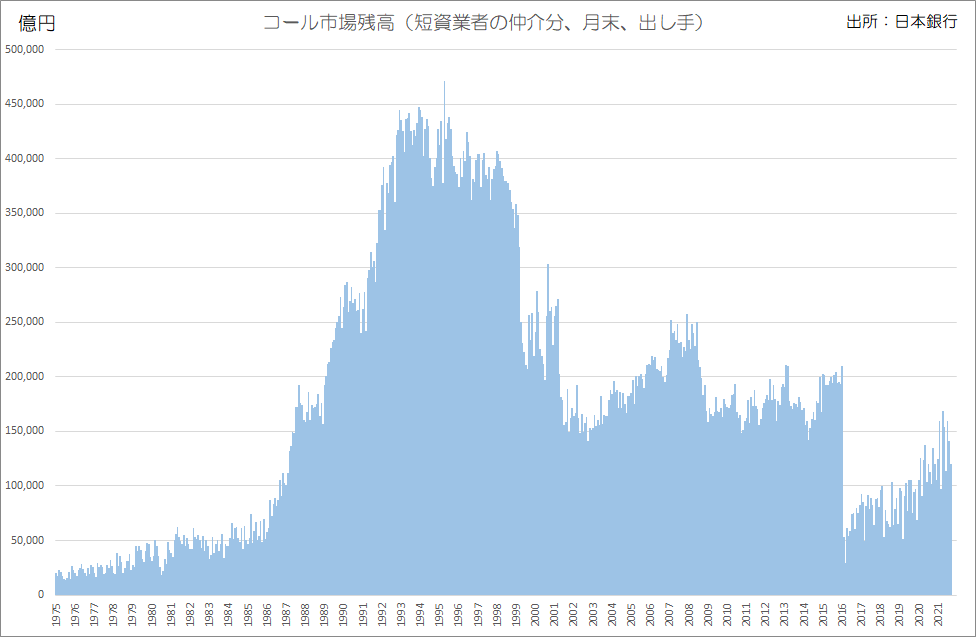
戦後のコール市場の残高の推移（短資業者の仲介分）、出所：日本銀行

1942年金融統制団体令により、ビルブローカー14社と証券会社4社は、「短資業統制組合」の設立を命じられ、申合団体「ビルブローカー協会」は発展的に解消した。この統制組合の定款において、「洋式呼称を忌避した戦時的な措置」（※いわゆる敵性語という扱い）として、「短資業」という字句が初めて用いられた。これは当時の銀行局長（戦後、大蔵次官や日銀総裁を歴任した山際正道）の裁定による。組合員となったビルブローカーは、いずれも商号を「短資会社」に改めた。それまで「短資」という字句が使われていなかったのは、昭和金融恐慌まで、取引期間の長いコール取引があったためである。
第二次世界大戦後の短期金融市場にあって、ビルブローカー改め短資業者は、日本銀行が金融調節のために行うオペレーション（公開市場操作）の窓口と位置づけられた。短資業者の業容は、短期金融市場の質的・量的な発展を背景として、特に1980年代以降、拡大した。コール市場の残高（短資業者の仲介分、月末・出し手ベース）は、1985年11月末の4兆8171円を最後に5兆円台に乗せた後は、拡大ペースをさらに速めて、1992年秋から1994年夏まで、40兆円を超える水準を維持した。
しかし、日本銀行の金融調節における短資業者の独占的な地位は、1997年6月に「中央銀行の独立性」と「政策決定の透明性」を柱とする改正日本銀行法が成立したのを機に見直され、専ら短資会社を窓口とする金融調節は、2000年7月までに全廃された。コール市場の残高も、1999年2月からのゼロ金利政策、2001年3月からの量的緩和政策の開始に前後して、銀行間の直接取引（ダイレクト・ディーリング。短資業者が介在しない）や銀行間預金などの増加によって再び縮小し、2002年10月末には14兆1283億円（ピークの1995年4月末の3割を切る水準）となった。

### 短資会社としての地位確立
1907年以降、大蔵省が「コールマネーは預金、手形割引は貸出に等しい」という法令解釈を行ったため、当時のビルブローカーは銀行業のライセンス（認可）を受けることが許された。業界首位の藤本ビルブローカーに対しては、「社名に銀行を冠した上で認可申請せよ」との内達が下された。しかし、銀行経営の健全化を目的とする1927年銀行法（翌1928年1月施行）により、銀行の兼業とその役員の兼職が制限されると、既に公社債売買業務に注力していたビルブローカーはこれを止められず、5年間の猶予期間の終了とともに銀行業を続けられなくなり、「ビルブローカー銀行」（藤本、早川、柳田など）はいずれも消失した。
なお、戦後の1980年9月、通達「金融機関相互間の預金取引の媒介について」（1980年蔵銀2292号）により、銀行間市場での預金取引の媒介が解禁されたが、「預金取引の媒介は、その取扱方法次第では預金取引の代理行為ともなり、銀行法に抵触する惧れがある」とされ、「金融機関相互間の出会をつけること等に限る」という条件が付された。
1948年証券取引法は、証券会社の兼業を禁止したため、短資業務から公社債売買業務への軸足を移していた藤本ビルブローカーが改名した大和證券は、証券会社化して短資業界から撤退した。同社の短資業務は、柳田ビルブローカー改め柳田短資が継承し、柳田短資は東京短資と改名した。
日本銀行は1956年、一括して引き受ける政府短期証券（FB）の時限的な市中売却を行ったが、短資業者がその相手方となるなら、「証券会社でない者」が証券業務を行うことになる。そこで短資業者の証券会社化が検討されたが、①短資業者と証券業者との業務分野を画然とすべきである、②短資業者が有価証券全部の売買をすることを合法化する要がない、という理由で見送られた。短資業者は「証券取引法上の金融機関」に指定されて、限定的に証券業務を行うこととなった。
その後、1981年に再び政府短期証券（FB）の市中売却が行われた。転売が許されるなど、近い将来の市場創設とそこでのオペレーション（公開市場操作）が予定されたため、1982年4月に「短資業者の証券業務に関する省令」が施行された。短資業者6社が「証券取引法上の金融機関」に指定され、認可を受けて「公共債に関する証券業務」を行うこととなった。このとき短資業者に解禁された証券業務は政府短期証券（FB）の売買業務であり、後に割引短期国庫債券（TB）の売買業務が追加された。
同時期、銀行法が改正され、銀行にも「公共債に関する証券業務」が解禁されたが、銀行には、窓口販売業務、ディーリング業務、先物取次業務などが順次解禁された。同じ「証券取引法上の金融機関」でありながら、解禁される証券業務に差異がある状態は、1998年金融システム改革法により、証券会社が免許制から登録制に、証券業務を行う金融機関が認可制から登録制にそれぞれ改められるまで続いた。上記の短資省令はここで廃止され、銀行省令と一本化された。
上記のほか、1992年金融制度改革法（翌1993年4月施行）により、「新有価証券に係る証券業務」として、短期有価証券（国内CP・海外CP・海外CD）の売買業務も解禁された。
短資業者は手形割引を行うため、1939年金融業取締規則以降、貸金業者として業法の適用を受けた。1954年出資法とこれに基づく委任政令により、一般貸金業者と同じく、都道府県知事の監督を受けていたが、同年7月の事務連絡により大蔵省財務局の指導下にも置かれた。さらに、昭和20年代前半から、いわゆる「金融正常化」が進んでコール市場の規模が拡大し始めると、1956年4月に委任政令が改正されて、大蔵大臣の直轄する貸金業者となった。1983年貸金業規制法により、「市場と取引の相手方がコール市場及び金融機関に特定されており、一般私人に対して貸付けを行わない」という理由で、貸金業法の適用を受けないこととなった。

### 四社寡占から六社→七社体制へ
第二次世界大戦後の1946年金融緊急措置令に基づく告示では、12社（証券会社を含まず）がビルブローカーとして指定されたが、戦中戦後にかけてコール市場の規模が縮小していたため、既に多くが休廃業しており、1949年頃にはわずかに4社（上田、山根、東京、八木）が営業するのみとなっていた。うち八木短資は、コール資金の取扱高が増える1962年11月まで、日銀当預取引を行うことが許されなかった。1956年6月に日本割引短資（1988年6月、日本短資に社名変更）、1962年12月に名古屋短資（日本割引短資の名古屋支店の営業を承継）がそれぞれ設立され、その後長く続く「6社体制」が完成した。
1988年11月に日本銀行が新金融調節方式を導入すると、市場改革の機運が盛り上がり、短期金融市場研究会（1989年6月設置、座長：堀内昭義東大教授、事務局：大蔵省銀行局、日銀企画局）が1990年6月に公表した報告書「わが国短期金融市場の現状と課題」では、「資金仲介業務への新規参入に対する適切な対応が図られることが望ましい」とされ、日本銀行が同年12月に発表した「金融調節手段の整備等について」では、「かねてフリー・エントリーの原則が確立している」として、新規参入の余地があることが明記された。
そうした経緯もあって、1993年8月、外為ブローカーのハトリ・マーシャル（羽鳥商会と英MWマーシャル社の合弁会社。東京銀行が大株主）が、「7社目の短資会社」として、無担保コール（先日付取引）の仲介業務に参入し、短資協会にも準会員として加入した。約30年ぶりの新規参入だったが、同社は1999年3月、日短エクスコ（現在の日短キャピタルグループ）に買収された。

## 現存の短資会社
- 上田八木短資

2001年7月に2社（上田短資、八木短資）が合併して発足。うち上田短資の前身は上田商店。1918年にコール市場専業の仲介ブローカーとして大阪で開業。後発ながら1936年までにコール資金の取扱高で先行各社を追い越した。
- セントラル短資

2001年4月に3社（日本短資、山根短資、名古屋短資）が合併して発足。うち山根短資の前身は山根ビルブローカー。1909年に藤本ビルブローカーの出身者が仲介ブローカーとして東京で独立、開業。
- 東京短資

前身は柳田ビルブローカー。1909年に藤本ビルブローカーの出身者が仲介、後に手取ブローカーとして東京で独立、開業。1949年1月、早川短資を吸収合併するとともに、元藤本ビルブローカーである大和証券の資金部の短資業務を承継して現在の社名に改めた。